# Frank Bloom
Frank Bloom (geb. 13. Mai 1906 in New York City; gest. 9. Juli 1993) war ein US-amerikanischer Tierarzt, der praktisch tätig war, aber auch als einer der Pioniere der Veterinärpathologie gilt.

## Leben
Bloom arbeitete schon mit 13 Jahren bei einem Tierarzt und setzte diese Tätigkeit auch nach seinem High-School-Abschluss für weitere 3 Jahre fort, um genügend Geld für sein Studium anzusparen. 1926 bis 1930 studierte er Tiermedizin am New York State Veterinary College der Cornell University. 1933 eröffnete er eine Kleintierpraxis in
Flushing auf Long Island, wo er bis 1972 praktizierte. Bereits als Undergraduate interessierte Bloom sich für Pathologie und wurde von Professor Peter Olafson als studentischer Assistent berufen. Da Olafson selbst weitestgehend Autodidakt auf dem Gebiet der Pathologie war, wurde Bloom angeregt, sich parallel zu seiner praktischen Tätigkeit mit dieser Disziplin zu beschäftigen. Er führte so oft wie möglich Obduktionen und pathohistologische Untersuchungen eingeschläferter Tiere durch. Bis 1937 sendete er seine histologischen Präparate an Professor Jean Oliver, der am Long Island College of Medicine tätig war, und erweiterte damit seine eigenen Fertigkeiten auf dem Gebiet. Darüber hinaus führte er regelmäßig labormedizinische und hämatologische Untersuchungen durch.
Er war damit Pionier der klinischen Pathologie, welche an den humanmedizinen Kliniken in den 1930er Jahren üblich war, nicht jedoch in der Tiermedizin und auch nicht an den tiermedizinischen Ausbildungseinrichtungen gelehrt wurde. Durch Vorlesungen, Publikationen und Bücher verbreitete er seine Erkenntnisse, seine postgradualen Kurse zogen zahlreiche Tierärzte aus New York und den angrenzenden Regionen an. Durch Jean Oliver kam Bloom auch mit anderen führenden Humanpathologen in Kontakt, welche sich damals auch für die Tierpathologie interessierten und häufig auch selbst Tierbesitzer waren. Bloom investierte einen beträchtlichen Teil seines Einkommens in sein pathologisches Labor.
Blooms erste große wissenschaftliche Arbeit 1937 widmete sich dem Diabetes mellitus des Hundes, anhand von mehreren hundert Fällen etablierte er die physiologischen Blutzuckerwerte bei Hunden. Von Bloom stammt auch der erste Bericht über eine erfolgreiche Behandlung einer diabetischen Katze mit Insulin. Ein weiteres Gebiet, auf dem Bloom Pionierarbeit leistete, war die Knochenmarksuntersuchung. 1948 war er Gründungsmitglied des American College of Veterinary Pathologists. 1964 wurde Bloom der Practitioner Research Award der American Veterinary Medical Association verliehen. Darüber hinaus publizierte er zu Stoffwechselstörungen, Neoplasien, Pyometra, Infektions- und Nierenkrankheiten bei Hund und Katze. Er beschrieb 1942 als Erster einen Mastzelltumor des Hundes und als Erster 1946 ein Plamazell-Myelom bei einem Tier. 1954 erschien sein Werk Pathology of the Dog and Cat. The Genitourinary System, with Clinical Considerations, das in einem Review von Ernest Cotchin, Professor für Pathologie am Royal Veterinary College in London, als herausragend bewertet wurde.
Nach Beendigung seiner klinischen Tätigkeit leitete Bloom bis 1974 die pathologische Abteilung des Henry Bergh Memorial Hospital in New York City und war danach bis 1980 als beratender Pathologe für zwei Privatlabore und für das Cornell University Medical College tätig. Danach war er noch als beratender Pathologe am Papanicolaou Cancer Research Institute in Miami und als Clinical Professor of Pathology am University of Miami Medical College tätig.
Seit 1978 verleiht das Cornell Veterinary College den Frank Bloom Pathology Award für herausragende Leistungen auf dem Gebiet der Pathologie an einen Studenten im 4. Studienjahr. Das Preisgeld basiert auf einer Spende Blooms.

## Werke
- Pathology of the Dog and Cat. The Genitourinary System, with Clinical Considerations. American Veterinary Publications 1954